# Anja Bihlmaier

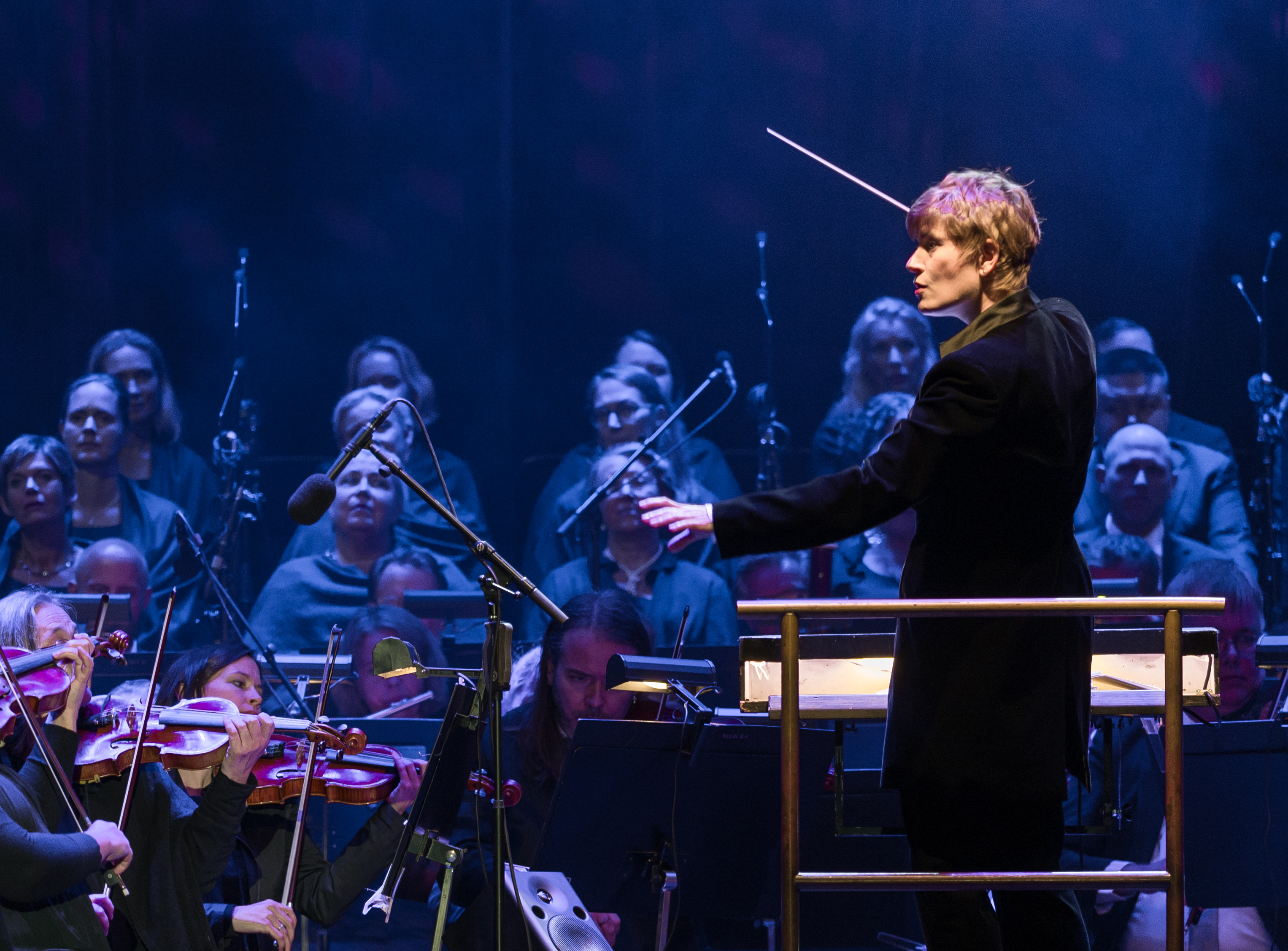
Anja Bihlmaier durante el festival cultural de Estocolmo 2019. Con la Kungliga Hovkapellet y el Coro Real de la Ópera Real de Suecia.

Anja Bihlmaier (nacida el 11 de octubre de 1978 en Schwäbisch Gmünd) es una directora de orquesta alemana.

## Biografía
Bihlmaier aprendió a tocar la flauta dulce cuando era joven. Posteriormente estudió piano y violín. Entre sus profesores se encontraron Roland Baldini, Johannes Pfitzer y Volker Stenzl. Continuó sus estudios de piano con Elza Kolodin en la Staatliche Hochschule für Musik Freiburg, donde se graduó en 2003.
Bihlmaier estudió dirección con Scott Sandmeier en la Hochschule für Musik Freiburg donde obtuvo un diploma de dirección en 2006. De 2004 a 2005 obtuvo una beca de dirección en el Mozarteum de Salzburgo, donde fue alumna de Dennis Russell Davies y Jorge Rotter. De 2005 a 2008 formó parte del Foro de Directores del Consejo Alemán de la Música y participó en clases magistrales de dirección con Sian Edwards, Peter Gülke, Günther Herbig, Gunter Kahlert, Kenneth Kiesler, Klauspeter Seibel y Jac van Steen. Otros de sus profesores de dirección fueron Kirk Trevor, Tsung Yeh, Giordano Bellincampi, Karen Kamensek y Antony Hermus.
De 2006 a 2010, Bihlmaier trabajó como repetidora en el Teatro de Coburgo, en el Teatro de Görlitz y en el Theater für Niedersachsen Hildesheim. De 2010 a 2013, Bihlmaier trabajó en el Teatro de Chemnitz como Zweite Kapellmeisterin (segundo maestro de capilla) y asistente del GMD ( Generalmusikdirektor ). De 2013 a 2015 fue Zweite Kapellmeisterin de la Staatsoper de Hannover. De 2015 a 2018, Bihlmaier se actuó como Erste Kapellmeisterin (primer maestro de capilla) y director general adjunto del Staatstheater Kassel. Fue la segunda directora titular en la historia del Staatstheater Kassel.
En julio de 2017, Bihlmaier dirigió la producción de Rigoletto del Festival de Ópera de St Margarethen, siendo la primera directora femenina en la historia del festival. En noviembre de 2018, Bihlmaier dirigió como primera directora invitada la Orquesta de la Residencia de La Haya. Dirigió por primera vez la Orquesta Sinfónica de Lahti en diciembre de 2018. En mayo de 2019, la Residentie anunció el nombramiento de Bihlmaier como su siguiente directora titular, a partir de la temporada 2021-2022. Este nombramiento marca su primera dirección titular. Bihlmaier es la primera directora titular de la Residentie y la segunda directora titular de una orquesta holandesa. En septiembre de 2019, la Orquesta Sinfónica de Lahti anunció el nombramiento de Bihlmaier como su siguiente directora invitada principal, a partir de la temporada 2020-2021, con un contrato inicial de 3 temporadas. Es la primera directora nombrada para el puesto en Lahti. 